# 阿大夫
阿大夫（?—?），名不详，齐威王初年田齐阿城（今山东省东阿县西南）的主官。
齐威王初即位，身边很多人天天都说阿大夫的好话，齐威王派人到阿城调查。发现当地土地荒芜、百姓贫苦。昔日赵国攻打甄城，阿大夫不能援救。卫国攻取薛陵，阿大夫没有过问。阿大夫通过贿赂朝臣左右而得到美誉。齊王知情後大怒，烹杀阿大夫，左右称誉阿大夫的人全部烹杀。《列女传》还补充了事情的细节，认为佞臣周破胡赞誉阿大夫，齐威王的侧室虞姬劝谏，齐威王醒悟，于是烹杀阿大夫和周破胡。